# 松平定勝
松平定勝（日语：／ Matsudaira Sadakatsu，1560年—1624年5月1日）是日本戰國時代至江戶時代前期武將、大名。德川家康的異父弟。定勝系久松松平家宗家初代。遠江掛川藩、山城伏見藩、伊勢桑名藩藩主。父親是久松俊勝。

## 生平

### 早年
在永祿3年（1560年）正月於尾張國阿久居城出生，家中四男。在出生後不久，就被異父兄松平元康（後來的德川家康）允許使用與松平氏稱號並列的葵紋。此後跟隨家康，在長篠之戰中從軍，戰後，成為家康女婿的奧平信昌向德川氏臣服，而成為武田氏人質的一族則被殺死，人質中包括信昌的弟弟以及一族的女兒，在得知這段事情後，感到憐惜的家康知道還有一個女兒生存，於是決定供養而把其嫁給定勝，這個女子就是二之丸殿（在嫁入之際，弟弟奧平貞由和外伯父從奧平家轉仕到松平家）。在天正10年（1582年）的天目山之戰中亦有從軍。
天正12年（1584年），在小牧長久手之戰的蟹江城合戰中取得二番乘（第二個攻入城中），戰後，羽柴秀吉對家康要求定勝成為羽柴氏的養子，不過因為生母於大之方的希望，於是被留在松平家。最終，家康送出次男於義丸（後來的結城秀康）成為秀吉的養子，因此在這段時期被家康疏遠，不過二人始終有血緣關係，因此亦受到家康疼惜。

### 城主時期
天正15年（1587年）3月，父親俊勝在三河國岡崎城死去並葬在三河國安樂寺。天正18年（1590年）9月，被賜予下總國小南（現今的千葉縣東庄町）3千石。慶長5年（1600年），加增4千石並成為伊勢國長島城城主，後來加增2萬石，成為總計2萬7千石的領主。翌年（1601年）2月，加增3千石，取代山內一豐成為遠江掛川藩藩主，此後3個月，敘任從五位下隱岐守，於是「隱岐守」的官名就成為歷代伊予松山藩松平家的拜領官名。
翌年（1602年）3月，家康的十男（後來的賴宣）在山城國伏見城出生，家康命令定勝把幼名長福丸讓給這個兒子，因此，長福丸就成為紀伊家嫡男的幼名。同年8月，母親於大之方在伏見城死去，同月末，傳通院的靈柩在伏見城出發，此時擔任護衛。慶長10年（1605年）5月，女兒阿姬成為家康的養女，並與山內忠義定立婚約，家康把豐後國山田鄉1千石當作化妝料賜予阿姬。
慶長12年（1607年），就任伏見城城代。元和元年（1615年）年，敘任從四位下。翌年（1616年），加增6萬石，成為伊勢桑名藩11萬石的城主。一説指家康在駿府城死去前，在床上指名定勝擔任第2代將軍秀忠的相談役，後來第3代將軍家光在設置大老職時，亦想到定勝。

### 晚年
在家康死後，受到外甥秀忠相當尊敬。元和9年（1623年）7月，受秀忠推薦擔任侍從職，不過固辭，此後2個月，被任命為左近衛權少將，因此被尊稱為桑名少將殿。翌年（1624年），在居城伊勢桑名城死去。享年65歲。遺體被葬在桑名照源寺，靈牌被納入江戶傳通院，後來被松山大林寺、今治松源院（廢寺）祭祀。

### 死後
文政6年（1823年），被第11代定通贈予息長福玉命的神號，被松山城的東雲神社祭祀。神號在後來改為東雲大明神。